# Micheál Martin
Micheál Martin (Cork, 1º agosto 1960) è un politico irlandese, Taoiseach della Repubblica d’Irlanda dal 23 gennaio 2025 e leader del Fianna Fáil dal 26 gennaio 2011.
In precedenza, egli ha altresì già ricoperto la carica di Taoiseach dal 27 giugno 2020, quando è stato nominato alla guida di un governo di rotazione in coalizione con Fine Gael e il Partito Verde come parte di uno storico accordo, al 17 dicembre 2022, quando, secondo i termini di questo accordo, è cessato dall'incarico a favore di Leo Varadkar (leader di Fine Gael), divenendo allo stesso tempo Tánaiste e Ministro della Difesa e degli Esteri.

## Carriera politica

### Deputato del Dáil Éireann (1989-)
Dalla sua elezione nel giugno 1989 (dopo aver lavorato solo 1 anno come insegnante di storia), Martin è sempre stato rieletto nel Dáil Éireann. 

### Sindaco di Cork (1992-1993)
Martin è stato sindaco della sua città natale di Cork, seconda città d'Irlanda dopo la capitale Dublino (o terza se si conta Belfast in Irlanda del Nord). 

### Ministro dell'istruzione e delle scienze (1997-2000)
Il suo mandato da ministro dell'istruzione è stato caratterizzato da un aumento della spesa per tutti i livelli di istruzione, mentre sono state avviate una serie di iniziative educative, come una revisione del curriculum della scuola primaria e l'introduzione di assistenti per studenti con disabilità. 

### Ministro della sanità e dell'infanzia (2000–2004)
Martin ha deregolamentato le farmacie dal 31 gennaio 2002.
Il 29 marzo 2004 l'Irlanda è stato il primo paese al mondo a introdurre un divieto assoluto di fumo nei posti di lavoro, battaglia portata avanti da Martin contro una forte opposizione.

### Ministro delle imprese, del commercio e dell'occupazione (2004–2008)
Martin ha abolito il controverso Groceries Order 1987, una normativa che proibiva la vendita di alimentari sotto il prezzo all'ingrosso.

### Ministro degli affari esteri (2008–2011)
Una delle prime questioni che ha dovuto affrontare come Ministro degli esteri è stato il referendum sul Trattato di Lisbona. Nonostante i partiti sia di maggioranza che di opposizione appoggiassero il sì, l'elettorato bocciò la ratifica del Trattato, scatenando una importante crisi politica nazionale e nell'intera Unione Europea.
Nel febbraio 2009, Martin ha viaggiato in America Latina, passando per Messico e Cuba: quest'ultima è la prima visita ufficiale di un ministro irlandese nell'isola caraibica.
Nel settembre 2009 è volato a Khartum per discutere col governo sudanese del rapimento di Sharon Commins e Hilda Kawuki.
Il 17 marzo 2010, ha incontrato il Presidente degli USA Barack Obama nella Casa Bianca, assieme al Taoiseach Brian Cowen.
Il 26 maggio 2010, ha incontrato i leader cinesi a Pechino e ha visitato il padiglione irlandese all'Expo 2010 di Shanghai.
A partire dal 28 giugno 2010, ha effettuato un viaggio di 5 giorni in Uganda ed Etiopia.

### Leader dell'opposizione (2011–2020)
Nel 2011 Micheál Martin viene nominato ottavo leader del Fianna Fáil, e lo conduce al peggior risultato di sempre nelle elezioni parlamentari, ottenendo solo 20 deputati e finendo all'opposizione dei governi del Fine Gael di Enda Kenny e Leo Varadkar.